# Betriebsspannung
Die Betriebsspannung ist nach VDE 0100-200 die jeweils örtlich zwischen den Leitern eines elektrischen Betriebsmittels oder Anlagenteiles herrschende Spannung. Im Gegensatz zur Nennspannung, welche sich auf die Auslegung seitens des Herstellers bezieht, beschreibt die Betriebsspannung diejenige Spannung, mit der das Betriebsmittel oder der Anlagenteil tatsächlich betrieben wird.
Häufig, insbesondere bei der Isolationskoordination, ist eine höchste (zulässige) Betriebsspannung für das Betriebsmittel definiert, welche meist mit der Bemessungsspannung identisch ist.